# Bugatti 18/3 Chiron
O Bugatti 18/3 Chiron é um carro-conceito superesportivo da Bugatti, concebido por Giorgetto Giugiaro. Foi apresentado em setembro de 1999 no Salão do Automóvel de Frankfurt.
O nome "Chiron" foi usado novamente, só que em um modelo de produção da Bugatti, o Bugatti Chiron.

## Nome
O nome Chiron vem do famoso piloto de corrida da Bugatti chamado Louis Chiron, enquanto o termo "18/3" é pelo fato do carro ter um motor de 18 cilindros distribuídos em 3 bancadas de seis cilindros cada.

## Motor
O motor do Chiron é um 6,3 litros W18 central, o mesmo encontrado nos carros conceito EB118 e EB218. Produz 555 cavalos e 650 N.m de torque. O chassis e o sistema de tração integral vem do Lamborghini Diablo.

## Galeria

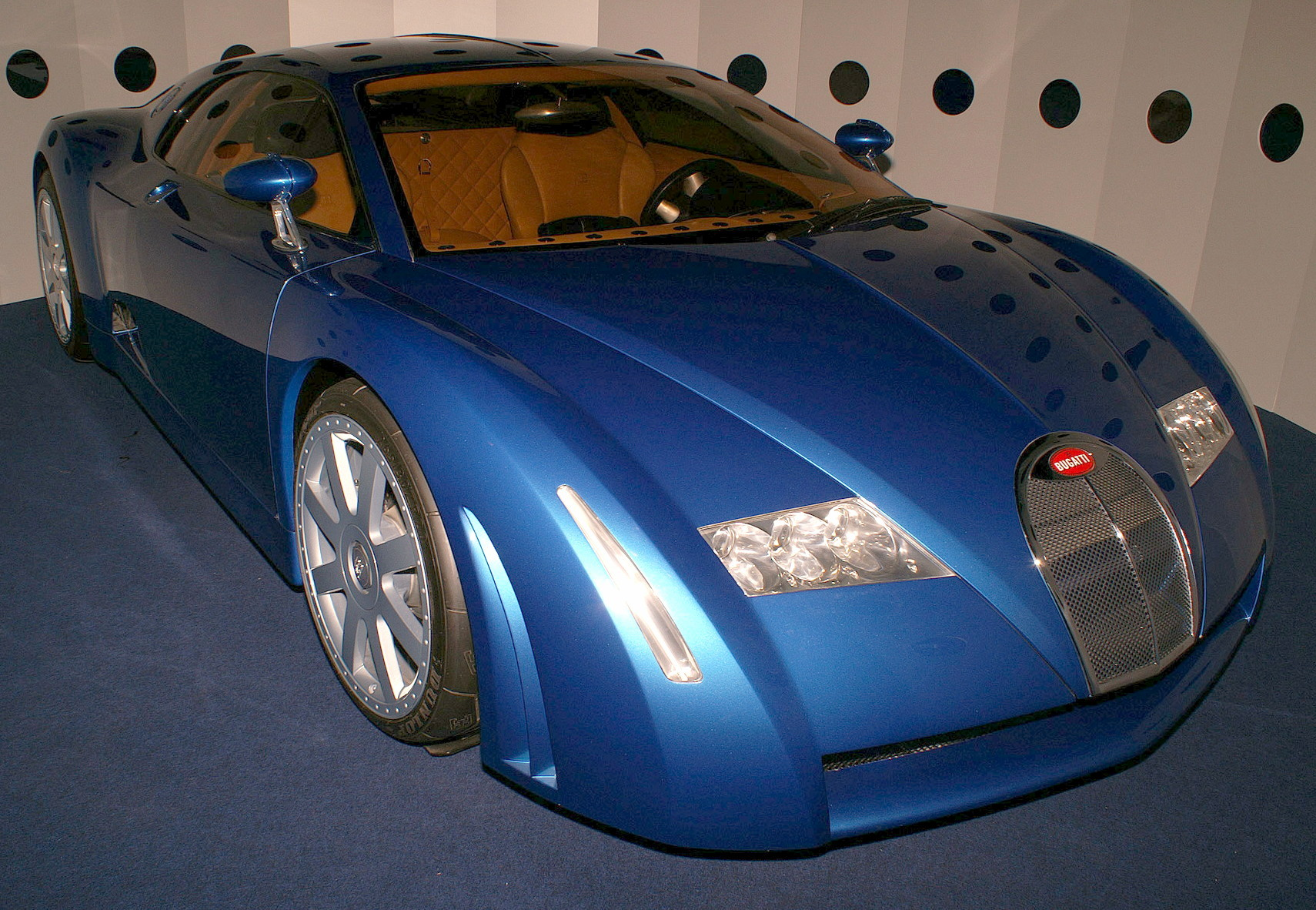
Lateral esquerda do Chiron.
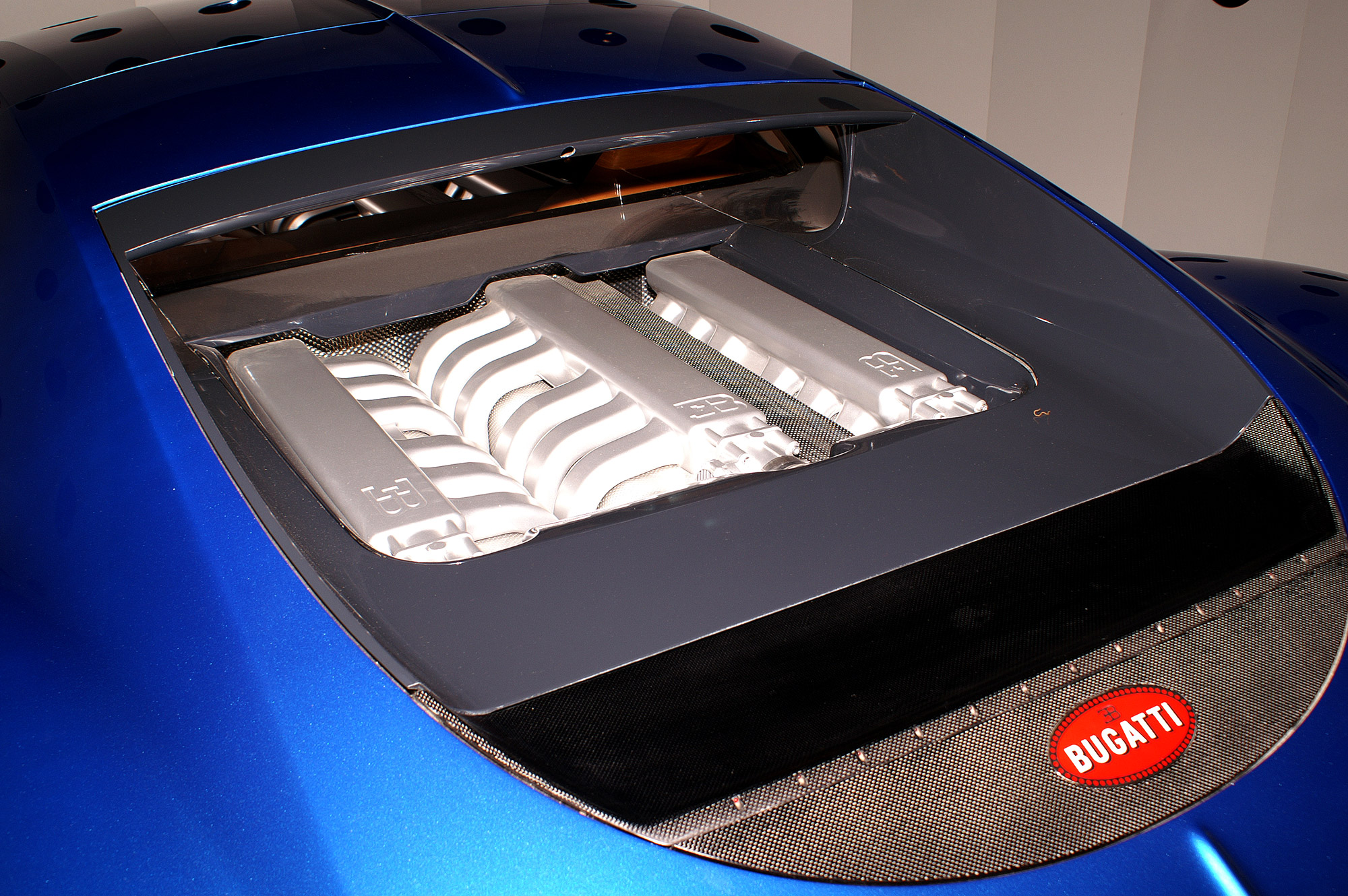
Motor W18 do Chiron.
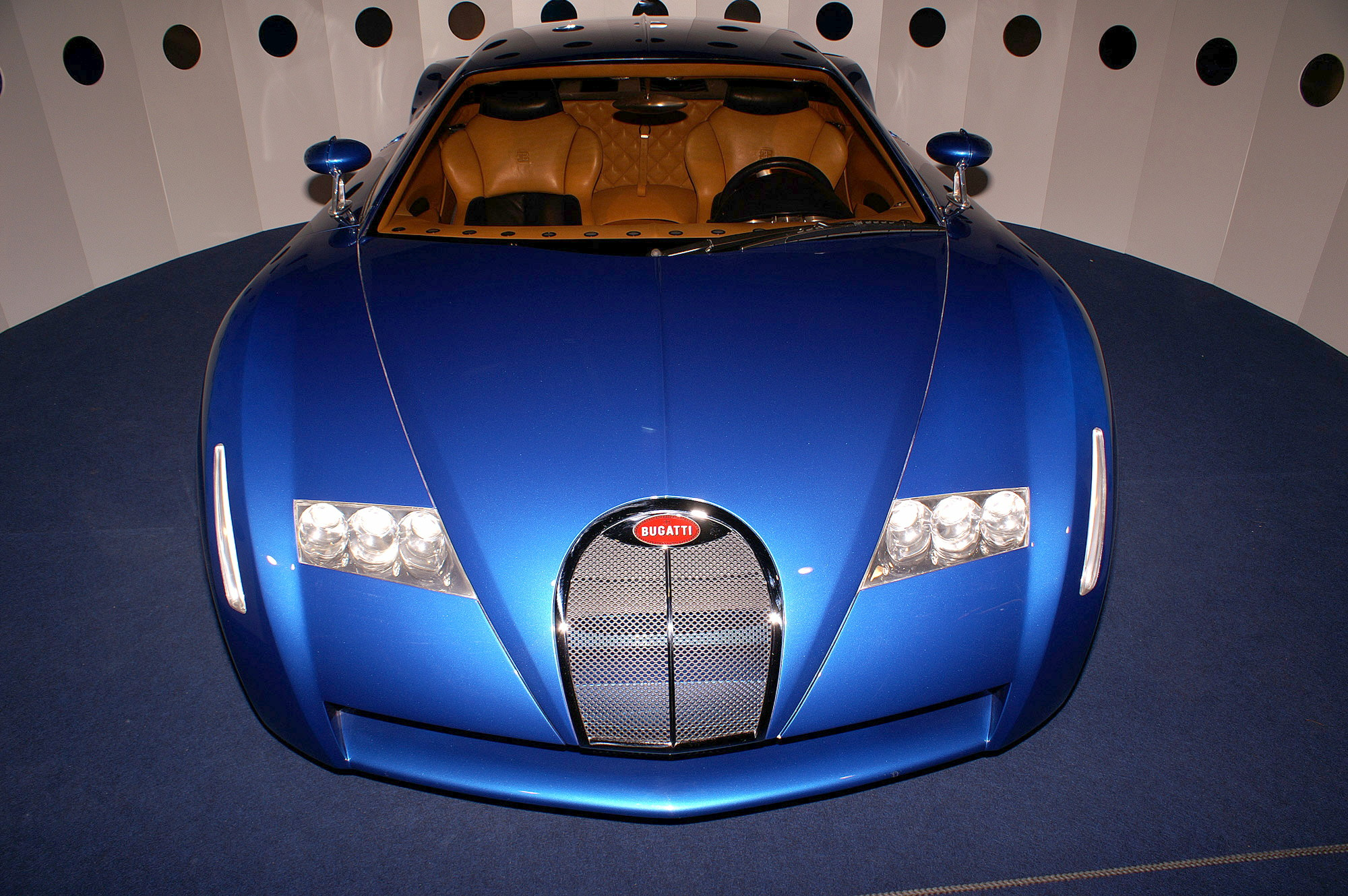
Dianteira do Chiron.
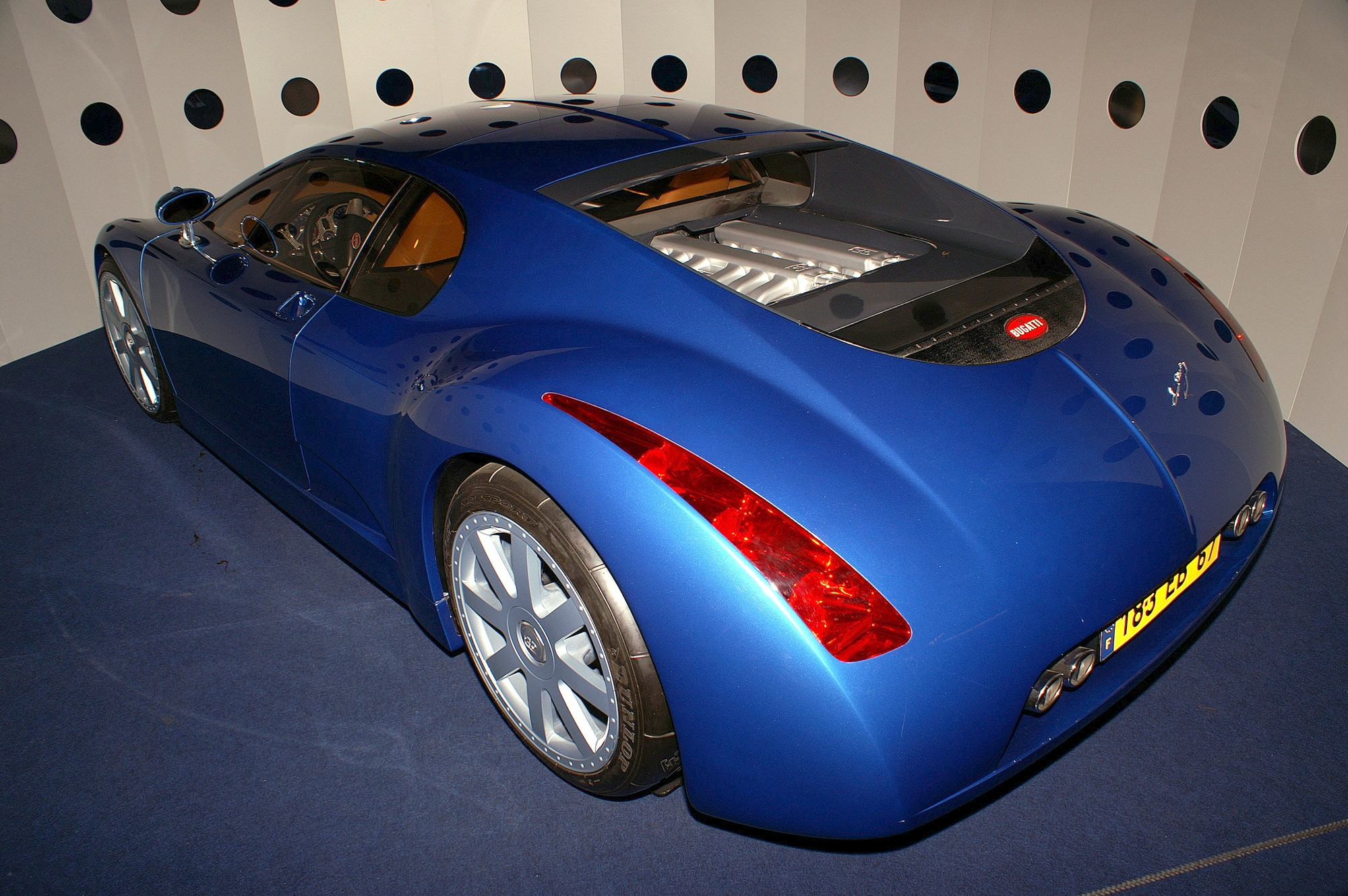
Visão traseira do Chiron.